# Augustin Belloste
Augustin Belloste (* 1654 in Paris; † 15. Juli 1730 in Turin) war ein französischer Chirurg.

## Leben
Augustin Belloste studierte in Paris Chirurgie, diente als Wundarzt in der französischen Armee, war  Chef-Chirurg in mehreren Militärspitälern an der Grenze der Dauphiné und erwarb eine große Erfahrung in der Behandlung von Wunden. 1697 wurde er zum Leibwundarzt der  savoyischen Herzogin Maria Johanna Baptista, der Mutter von Viktor Amadeus II., berufen und behielt diese Stelle bis zu ihrem 1724 erfolgten Tod.
Belloste erwarb sich Verdienste um den rationellen Wundverband. Auch empfahl er die Anwendung des Trepans, um entblößte Knochen wieder zum Ansetzen der Beinhaut und der natürlichen Bedeckungen zu bringen. Sein Liquor Bellostii, aus einer Auflösung von Quecksilber in rauchender Salpetersäure mit Wasser bestehend, wurde gegen Knochenfraß angewendet.
Er verfasste die Schrift Le chirurgien d’hôpital, enseignant la manière douce et facile de guérir promptement toutes sortes de plaies … (Paris 1696 u. ö.; Amsterdam 1707; deutsche Übersetzung von dem Dresdner Stadtphysikus Martin Schurig (1656–1733), Dresden 1705 u. ö.; italienische Übersetzung, Venedig 1710; holländische Übersetzung, Den Haag 1701; englische Übersetzung, London 1706), die sich entsprechend ihrer zahlreichen Auflagen und Übersetzungen großer Beliebtheit erfreute. Die Fortsetzung dieses Werks (Suite du chirurgien d’hôpital, du mercure, des maladies des yeux, des tumeurs encystées …, Paris 1725 u. ö.) ist von einer Abhandlung über die Anwendung des Quecksilbers begleitet, in der Belloste nach der Art der Quacksalber nach ihm benannte Quecksilberpillen (Bellostische Pillen) als Geheimmittel gegen die Lustseuche und andere Krankheiten empfahl, ohne ihre – wohl ohnehin nicht von ihm herrührende – Zubereitung anzugeben. Das Geschäft des Verkaufs dieser Pillen setzte sein Sohn Michel-Antoine fort. Dieser gab dementsprechend eine besondere Schrift über ihren Gebrauch, den Traité du mercure, avec une instruction sur le bon usage des pilules de M. Belloste, nach dem Tod seines Vaters 1738 und 1756 zu Paris heraus.